# Losartán
El losartán o losartano (DCI) es un medicamento antagonista de los receptores de angiotensina II usado principalmente para tratar la hipertensión arterial. Fue el primer antagonista de la angiotensina II comercializado. Losartán potásico es comercializado por Merck & Co. Inc. bajo el nombre comercial Cozaar, y está disponible en tiendas  genérica.

## Usos médicos
Al igual que con todos los antagonistas de los receptores de angiotensina II tipo 1 (AT1), el losartán está indicado para el tratamiento de la hipertensión. También podría retrasar la progresión de la nefropatía diabética y se asocia con un resultado clínico positivo en ese sentido. Es un agente farmacológico adecuado para la reducción de la progresión de enfermedades renales en pacientes con diabetes tipo 2, hipertensión y microalbuminuria (>30 mg/24 horas) o proteinuria (>900 mg/24 horas).
Aunque la evidencia clínica muestra los bloqueador de los canales de calcio y diuréticos tiazídicos son preferidos como tratamientos de primera línea para la mayoría de los pacientes (tanto por su eficacia y costo), un antagonista del receptor de angiotensina II como el losartán se recomienda como tratamiento de primera línea en pacientes menores de 55 que no pueden tolerar un inhibidor de la enzima convertidora de angiotensina (IECA). El estudio LIFE demostró que el losartán fue significativamente superior al atenolol en la prevención primaria de acontecimientos cardiovasculares adversos (infarto de miocardio o ictus), con una reducción significativa en la morbilidad y mortalidad cardiovascular para una reducción comparable en la presión arterial. Un estudio insinúa que el losartán tiene un efecto beneficioso sobre las mitocondrias al revertir la disfunciones relacionada con la edad en el mantenimiento de la presión arterial normal y la utilización de la energía celular. Los efectos máximos sobre la presión arterial por lo general ocurren dentro de 3-6 semanas desde el inicio del tratamiento con losartán.
El losartán también está disponible como hidroclorotiazida/losartán, un fármaco de combinación con una dosis baja de un diurético tiazídico para conseguir un efecto antihipertensivo aditivo.

## Mecanismo de acción y acciones farmacológicas
El losartan es un antagonista selectivo competitivo de los receptores de la angiotensina II tipo 1 (AT1), reduciendo las respuestas de los órganos finales a la angiotensina II. La administración de losartán resulta en una disminución en la resistencia periférica total (poscarga) y el retorno venoso cardíaco (precarga). Todos los efectos fisiológicos de la angiotensina II, incluyendo la liberación de la aldosterona, son antagonizados en presencia del losartán. La reducción de la presión arterial se produce independientemente del estado del sistema renina-angiotensina. Como resultado del losartan, la actividad de la renina plasmática aumenta debido a la eliminación de la realimentación de la angiotensina II.
El losartán es un uricosúrico. Debido a que puede causar hiperkalemia, los suplementos de potasio o sustitutos de sal que contengan potasio no deben utilizarse sin un control adecuado por un médico.

## Farmacocinética
El losartán se absorbe bien por vía oral, pero sufre un importante efecto de primer paso hepático para producir un metabolito ácido 5-carboxílico, designado como EXP3174. Alrededor del 14% de una dosis oral es convertida a este metabolito, que es un antagonista de larga duración (6 a 8 horas) y no competitivo del receptor AT1, contribuyendo al efecto farmacológico del losartan. El EXP3174 es 10-40 veces más potente como bloqueador de los receptores AT1 que el losartan. La biodisponibilidad del losartan es alrededor del 32%.
El metabolismo ocurre principalmente gracias a las isoenzimas CYP2C9 y CYP3A4 del citocromo P450. Las concentraciones plasmáticas máximas de losartán y E-3174 se producen alrededor de una hora y tres a cuatro horas, respectivamente, después de una dosis oral. Tanto el losartán como el E-3174 están más del 98% unidos a proteínas plasmáticas. El losartán se excreta en la orina y en las heces a través de la bilis, como fármaco inalterado y metabolitos. Cerca del 4% de la dosis oral se excreta inalterada en la orina y aproximadamente el 6% se excreta en la orina como el metabolito activo. Las semividas terminales de eliminación del losartán y E-3174 son de aproximadamente 1,5 a 2,5 horas y de 3 a 9 horas, respectivamente.
El losartán y otros antagonistas de los receptores de la angiotensina exhiben toxicidad fetal y se deben evitar durante el embarazo, especialmente en el segundo y tercer trimestre.

## Efectos adversos
En enero de 2014, la FDA emitió una advertencia de recuadro negro que losartán puede causar toxicidad fetal, y debe ser descontinuado tan pronto como se detecte algún embarazo. El uso de losartán durante el embarazo podría causar lesiones o la muerte del feto.
Los efectos secundarios más comunes de losartán son las infecciones del tracto respiratorio superior o congestión nasal, mareos y dolor de espalda y pesadillas. Los pacientes que son diabéticos también pueden  experimentar diarrea, fatiga, presión arterial baja, niveles bajos de azúcar en la sangre, potasio elevado, y dolor en el pecho.
Debe utilizarse con cautela en personas cuya presión arterial o función renal dependen en gran medida del sistema renina-angiotensina, pues en tales pacientes originan hipotensión, oliguria, hiperazoemia progresiva o insuficiencia renal aguda. 
Pueden causar hiperpotasiemia en sujetos con nefropatía o en individuos que reciben complementos de potasio o diuréticos ahorradores de este ion.
Se han notificado casos excepcionales de anafilaxia, anomalías en la función hepática, hepatitis, neutropenia, leucopenia, agranulocitosis, prurito, urticaria, hiponatremia, 
alopecia y vasculitis, lo que incluye púrpura de Henoch-Schönlein.

## Contraindicaciones
Losartán no debe ser tomado por pacientes que sean diabéticos y que estén tomando aliskiren.

## Investigación
Se ha encontrado que el Losartan regula a la baja la expresión de los receptores del factor de crecimiento transformante beta (TGF-β) tipos I y II en el riñón de ratas diabéticas, lo que podría explicar parcialmente sus efectos nefroprotectores. Los efectos sobre la expresión de TGF-β también podrían explicar su potencial eficacia en el síndrome de Marfan y distrofia muscular de Duchenne – el losartán ha demostrado prevenir el aneurisma aórtico y ciertas complicaciones pulmonares en un modelo de ratón de la enfermedad.
El losartán está siendo estudiado para su uso en el tratamiento del 20% de los tumores de cáncer de mama positivo para receptores de angiotensina II tipo 1. El Comprehensive Cancer Center de la Universidad de Míchigan anunció en 2009 el resultado de un estudio en animales que encontró que el losartán "bloquea" - revierte cambios neoplásicos - causados por este gen.
En 2003, losartán se estudió en 32 sujetos para su uso en el tratamiento de la ampliación de la aorta en Marfan y síndromes relacionados, tales como el síndrome de Loeys-Dietz.
El losartán está siendo investigado como una posible protección contra la pérdida de músculo dañado o viejo.
El losartán se ha encontrado recientemente de ser un potenciador cognitivo. Mejoró la memoria en personas con presión arterial normal en condiciones normales, así como durante tareas con discapacidad de memoria (coadministración de escopolamina).
Se ha encontrado que el losartán previene el daño pulmonar relacionado con el tabaquismo en los ratones y los ensayos están en marcha para el tratamiento potencial de la enfermedad pulmonar obstructiva crónica relacionada con el tabaco, la consecuencia a largo plazo del consumo de tabaco y de las que, hasta ahora, no hay tratamientos potenciales que se conozcan para prevenir o reparar el daño pulmonar resultante.